# Хари Рованпере
Хари Рованпере (Harri Rovanperä; Јивескиле, 8. април 1966) бивши је рели-возач који је у Светском шампионату у релију наступао 16 година. Возио је за Сеат, Пежо, Мицубиши и Шкоду. Био је специјалиста за растресите површине као што су макадам, песак и снег. Он је отац актуелног рели-возача и великог талента ВРЦ-а Калеа Рованпере.